# Ругова, Ибрагим
Ибраги́м Руго́ва (алб. Ibrahim Rugova; 2 декабря 1944 — 21 января 2006) — президент Республики Косово в 1992—2006 годах. Герой Республики Косово (2017).

## Биография
Ибрахим Ругова родился в 1944 году. Окончил школу в городе Печ, учился в Приштинском университете, изучал лингвистику в Сорбонне. В 1984 году получил степень доктора литературы в Приштинском университете, был профессором. В 1989 году был избран председателем Союза писателей Косово.

## Политика
После сокращения автономии Косово в 1989 году Ругова становится одним из создателей первой некоммунистической партии в Косово — умеренной Демократической лиги Косово. В 1992 году Ругова победил на непризнанных президентских выборах в Косово.
Ругова начал политику неповиновения федеральным институтам власти. При нём в крае была организована параллельная система общественных институтов в сферах просвещения, здравоохранения, СМИ, а также в политической сфере. Эти новые структуры почти полностью состояли из этнических албанцев.
Ругова возглавлял борьбу косовских албанцев за независимость от Сербии. Благодаря политике гражданского неповиновения властям Югославии Ругова приобрел среди сторонников прозвище «балканский Ганди».
С 1998 года его политическое влияние ослабло из-за радикализации косовских албанцев.
В 2002 и 2004 годах парламент Косово избирал Ругову президентом (Косово формально оставалось частью Сербии, но фактически с 1999 года находилось под управлением ООН).